# 円通寺 (荒川区)

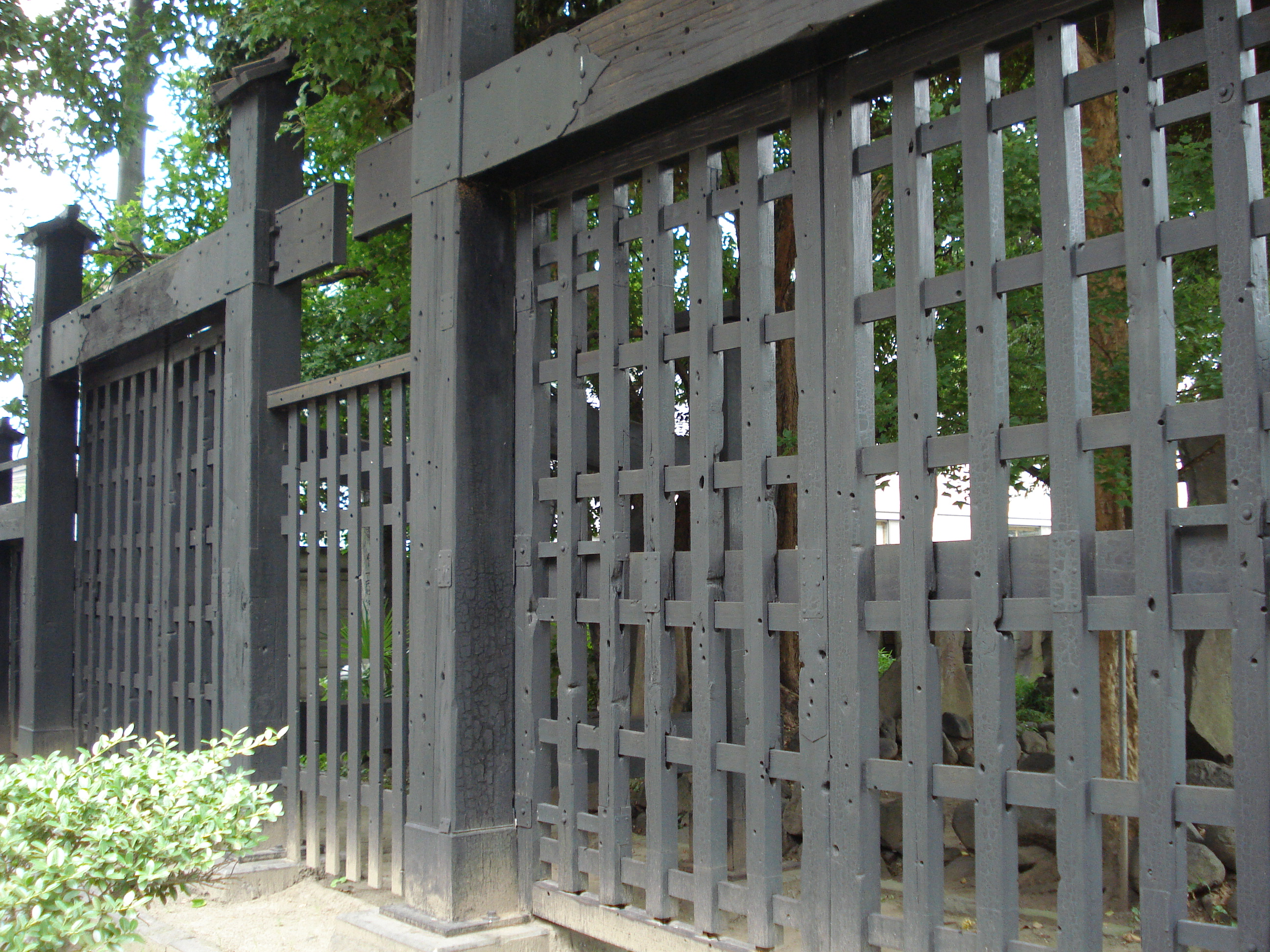
黒門

円通寺（えんつうじ）は、東京都荒川区南千住にある曹洞宗の寺院。山号は補陀山。本尊は聖観音菩薩。

## 歴史
この寺は寺伝によれば、791年（延暦10年）坂上田村麻呂によって開かれたと伝えられる。明治維新の折、1868年（慶応4年）に行われた上野戦争で亡くなった彰義隊の隊員を現在上野公園の西郷隆盛像があるあたりでこの寺の住職が火葬を行っている。
そのため、この寺には火葬を行った場所の近くにあった上野寛永寺の総門（黒門）が移築され、亡くなった彰義隊の隊員の墓もある。
また、1963年3月に当時4歳であった村越吉展（以下「被害者」という）が誘拐される事件（「吉展ちゃん誘拐殺人事件」）が発生し、1965年7月に円通寺の敷地内の墓地から白骨化した被害者の遺体で発見されたことでも知られる。このため、敷地内に被害者の慰霊地蔵が設置されている。

## 文化財
- 東京都指定史跡
  - 彰義隊戦死者の墓[1]

## 所在地
- 東京都荒川区南千住1-59-11[1]

## 交通アクセス
出典：
- 東京メトロ日比谷線三ノ輪駅より徒歩約5分。
- JR常磐線（快速）・上野東京ライン・■成田線、東京メトロ日比谷線、 つくばエクスプレス南千住駅より徒歩約10分（経路案内）。